# Siphonolaimus roervikensis
Siphonolaimus roervikensis är en rundmaskart. Siphonolaimus roervikensis ingår i släktet Siphonolaimus och familjen Siphonolaimidae. Inga underarter finns listade i Catalogue of Life.